# Rebáb (Magreb)
A rebáb (rabáb, rabába, rubáb stb. arab ربابة) hangszernév sokféle, egymástól gyakran jelentősen eltérő húros hangszert, pengetős vagy vonós lantot jelöl az iszlám hatása alá került régiókban. Északnyugat-Afrikában, a Magreb-országokban elsősorban egy vonóval megszólaltatott rövid nyakú lantot hívnak így, ezt megkülönböztetésül maghribi rebábnak, mór rebábnak, andalúz rebábnak is nevezik. E hangszer korabeli változatából alakulhatott ki a késő középkorban a rebek.

## Leírása
Az északnyugat-afrikai rebáb két összeillesztett részből áll: a hosszúkás, csónak- (Marokkó) vagy körteformájú (Algéria, Tunézia) hangszertestből, és a hátratört hangolófejből. Az üregesre kifaragott test 48–60 cm hosszú, 9–12 cm széles, 8 cm mély, dió- vagy cédrusfából készül. Két részre oszlik, a bőr rezonánssal fedett részre, illetve a hasonló hosszúságú, fokozatosan keskenyedő nyúlványára, amelyen hanglyukak találhatók és amihez végül a fej csatlakozik. A bőrrel fedett rész kétoldalt ívesen karcsúsítva van a vonózás megkönnyítésére. A másik, fej felőli részt vékony vörösréz lemez borítja, melyet kerek rozetták törnek át és amit díszes perem szegélyez. A régi arab lantokéhoz hasonlóan szinte derékszögben hátratört feje 12 cm hosszú, két nagy méretű, oldalsó állású hangolókulcsa van. A test és a fej találkozásánál csontnyereg található.
Két bélhúrja van, melyek a hangszer aljától indulnak, egy félbehasított náddarabkából készített húrlábon haladnak át a nyereg irányába. A húrok a test felső részét borító rézlemez fölött olyan magasságban futnak, hogy nem lehet őket leszorítani a hegedűnél megszokott módon: a hangszernek nincs fogólapja. A két húr kvint hangközre van hangolva, pl. G–d vagy d–a. A vonó kicsi, íves formájú, fémből készül, végei között lószőr feszül.

## Használata
Felharmonikusokban gazdag hangját ének aláfestésére használják hangszeres együttesben. Játék közben a hangszer fejrésze a zenész bal vállánál van, alsó része a jobb térden nyugszik, vagy függőlegesen áll a muzsikus két lába közé szorítva. A bal kéz szinte mindig alaphelyzetben van, ritkán változtat fekvést. A keleti vonós hangszereknél megszokott módon, tenyérrel kifelé fordított kézben tartott vonó a magasabb húron játszik, a mélyebbet időnként érinti. A hangszert napjainkban már csak az idősebb generáció használja.

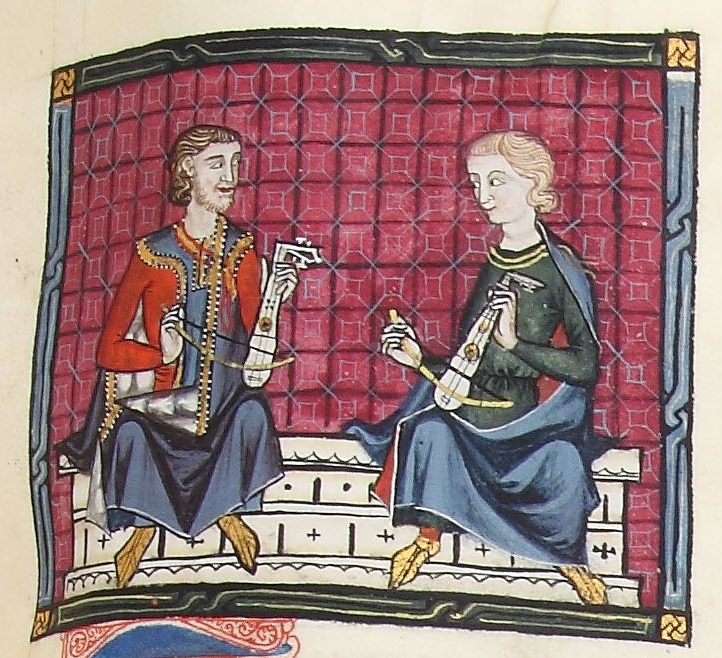
Két mór rebáb együttese a Cantigas de Santa María kéziratból, 13. század
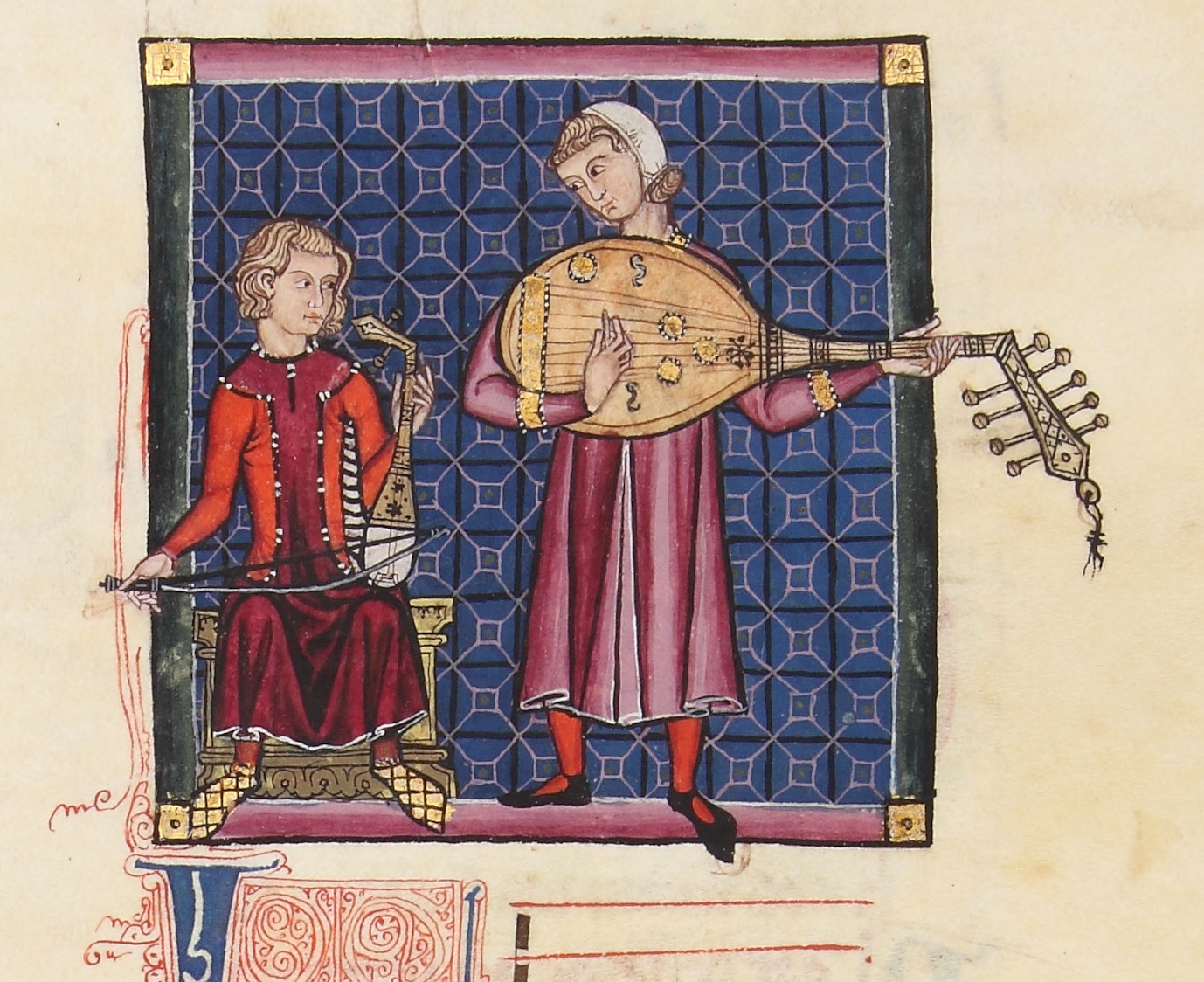
Rebáb keleti rövid nyakú lanttal a Cantigas de Santa María kéziratból
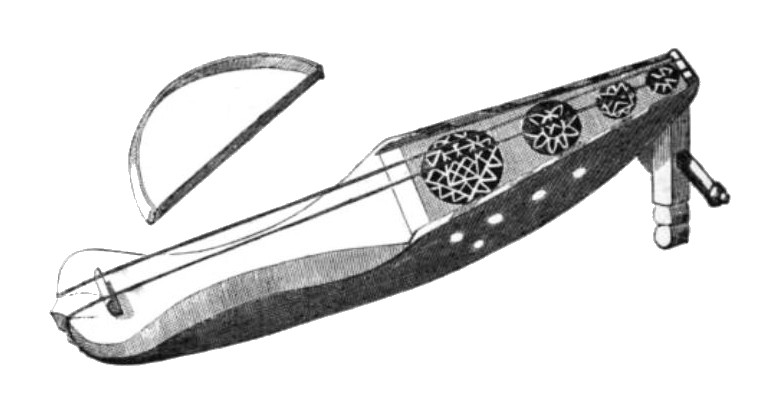
Csónak formájú rebáb, 19. század
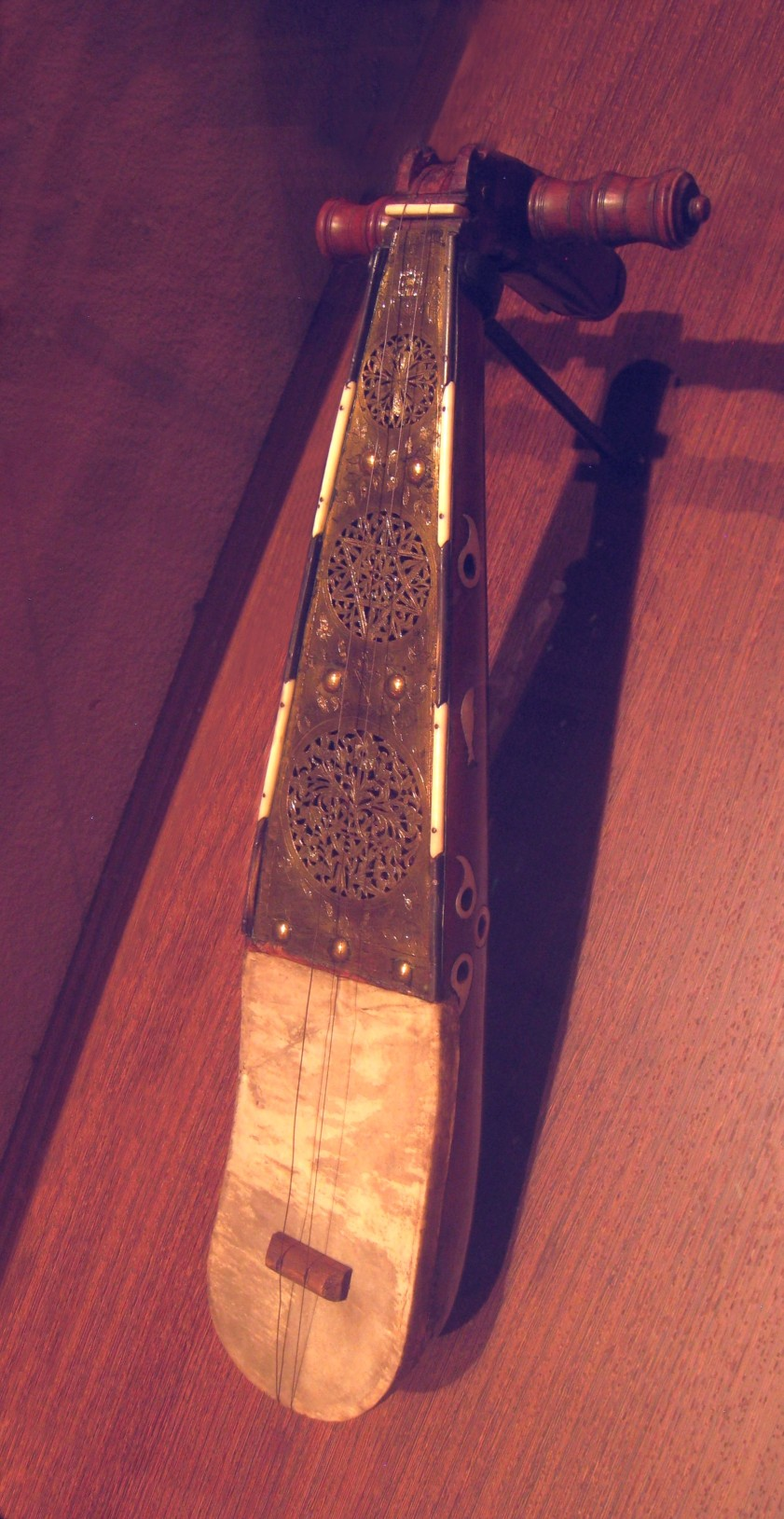
Rebáb a brüsszeli hangszermúzeumban